# Northrop Grumman X-47B
Il Northrop Grumman X-47B è un aeromobile a pilotaggio remoto, sviluppato come dimostratore tecnologico per operare sulle portaerei della US Navy.
Realizzato dalla Northrop Grumman Corporation in due esemplari (AV-1 e AV-2), l'X-47B è un velivolo stealth senza coda con fusoliera integrata facente parte del programma "Unmanned Combat Air System (UCAS) Carrier Demonstration" della marina militare statunitense.
Il primo volo dell'X-47B è avvenuto nel 2011, mentre nell'aprile 2015 viene effettuato il primo rifornimento aereo autonomo (Autonomous Aerial Refueling - AAR) con successo.

## Descrizione
Il progetto dell'X-47 fa parte del programma UCAS-D della US Navy ed è un'evoluzione dell'X-47A.

## Storia
Le prove di volo del primo esemplare (AV-1) sono state fatte nel febbraio 2011 dalla Edwards Air Force Base in California. Il secondo esemplare (AV-2) ha eseguito le prove di volo nel settembre 2011 dalla stessa base aerea.
Nell'ottobre 2013 ha eseguito, dalla USS George H. W. Bush, il primo decollo e appontaggio di un aereo senza pilota su una portaerei.
Nell'aprile 2015 l'X-47B ha effettuato il primo rifornimento in volo di un aereo senza pilota.